# 比尔斯
比尔斯是奥地利福拉尔贝格州布卢登茨县的一个市镇。总面积24.62平方公里，总人口3005人，人口密度122.1人/平方公里（2005年）。